# Serguei Koroliov
  Serguei Koroliov  (rus: Сергей Павлович Королёв)  (Jitòmir, 30 de desembre de 1906 (Julià) - Moscou, 14 de gener de 1966), nom complet amb patronímic Serguei Pàvlovitx Koroliov, ucraïnès: Сергі́й Па́влович Корольо́в, Serhí Pàvlovitx Koroliovfou un enginyer soviètic d'origen ucraïnès, considerat el pare de la cosmonàutica soviètica. És considerat com l'equivalent soviètic de Wernher von Braun.
Va començar a treballar amb l'equip d'Andrei Túpolev dissenyant avions de combat, a partir de 1940. Als anys de la Segona Guerra Mundial va treballar també al desenvolupament del llançacoet "Katiuixa".
Atès que tot el relacionat amb el programa espacial soviètic era considerat com a secret, Koroliov era un personatge desconegut fins a la seva mort, malgrat haver estat la peça més important d'aquest programa.
Al seu taller es va dissenyar el coet R-7 d'ús militar, del qual es va fer una versió civil, el Semiorka, i va llançar el 4 d'octubre de 1957 el primer satèl·lit artificial, l'Spútnik-1 (el mot rus "spútnik" ("спутник") significa aquí "satèl·lit").
És també aquest coet el que va permetre a Iuri Gagarin convertir-se en la primera persona a arribar a l'espai a dins del programa Vostok.
Poc temps després aquest coet va llançar les primeres naus Soiuz, molt semblants a les que encara asseguren el transport d'astronautes a l'Estació Espacial Internacional (ISS).
Koroliov va morir després d'una operació quirúrgica i les seves cendres es van escampar pels murs del Kremlin. El president Vladímir Putin li va retre homenatge el 12 de gener de 2007, amb motiu del centenari del seu naixement.

## Biografia

### Infància i joventut
Koroliov va néixer a Jitòmir, capital de l'óblast homònima, llavors part de la Rússia Imperial. Els seus pares, Pàvel Iàkovlevitx Koroliov i Maria Nikolàievna Moskalenko (Balànina), es van casar en un matrimoni concertat i la unió no va resultar feliç. Tres anys després del naixement de Koroliov la parella es va separar a causa de dificultats econòmiques. La seva mare li va explicar que el seu pare havia mort, però més tard esbrinaria que Pàvel va viure fins al 1929. La parella no es tornaria a veure des de la ruptura familiar, encara que Pàvel escriuria a Maria per sol·licitar una trobada amb el seu fill.
Serguei va créixer a Nizhyn, una ciutat de la regió de Txerníhiv, sota la cura dels seus avis. La seva mare desitjava una educació superior per al seu fill, per la qual cosa Koroliov s'absentava sovint per rebre classes a Kíev. Creixent com un nen solitari amb pocs amics, Koroliov va demostrar ser un bon alumne, especialment en matemàtiques. El 1916, la seva mare es va casar amb Grigori Mikhàilovtx Balanin, un enginyer elèctric, sent aquest una bona influència per Serguei. Grigori es va traslladar juntament amb la seva família a Odessa el 1917, després d'aconseguir un treball en els ferrocarrils regionals. L'any 1918 va ser tumultuós per Rússia, amb el final de la Primera Guerra Mundial i els començaments de la Revolució russa. Les lluites fratricides van continuar fins al 1920, quan els soviets van obtenir el poder. Durant aquest període les escoles locals estaven tancades, i Serguei continuava els seus estudis a casa. El 1919 Koroliov va sofrir un atac de tifus, agreujat per l'escassetat d'aliments.

### Educació
Koroliov va continuar el seu ensenyament a Odessa a l'escola de construcció professional (Stroiprofxkola núm. 1), on va rebre formació professional en fusteria. No obstant això el seu interès principal estava en l'aviació, potser a causa de la influència que va tenir una demostració aèria que va poder veure el 1913. Va dur a terme un estudi independent de la teoria del vol. També treballava en un club local de planadors. Un destacament d'hidroavions militars estava estacionat a Odessa i Serguei es va interessar per les seves operacions.
El 1923 es va unir a la Societat d'Aviació i Navegació Aèria d'Ucraïna i Crimea (OAVUK). Unint-se a l'esquadró d'hidroavions d'Odessa va tenir la seva primera experiència en vol, sent passatger en múltiples ocasions. El 1924 va dissenyar personalment un planador denominat K-5, que va ser acceptat per l'OAVUK com a projecte per construir. Va decidir el 1924 inscriure's en l'Institut Politècnic de Kíev, ja que llavors tenien una branca d'aviació. A Kíev vivia amb el seu oncle Iuri, i guanyava els diners per als seus estudis realitzant diferents treballs. El seu pla d'estudis incloïa classes d'enginyeria, física i matemàtiques. Va ser acceptat en un grup limitat de construcció de planadors el 1925. Això li va permetre volar en el planador d'entrenament que havia creat, però va acabar amb dues costelles trencades. Va continuar els seus estudis, completant el seu segon any el 1926. Al juliol va ser acceptat a l'Escola Tècnica Superior de Moscou (MVTU).
Fins al 1929, Koroliov va estudiar temes referents a l'aviació a l'escola. Vivia amb la seva família, que s'havia traslladat a Moscou. A més dels seus estudis, Koroliov tenia més oportunitats de volar planadors i avions a motor. Va poder dissenyar un planador el 1928, que va volar en una competició al següent any. El 1929, el Partit Comunista va decretar que l'educació dels enginyers fos accelerada per resoldre les necessitats urgents del país. Koroliov va poder obtenir un diploma per la realització d'un disseny d'una aeronau funcional, completant el disseny i sent aprovat a finals d'any. El seu conseller va ser Andrei Túpolev.

### Carrera professional

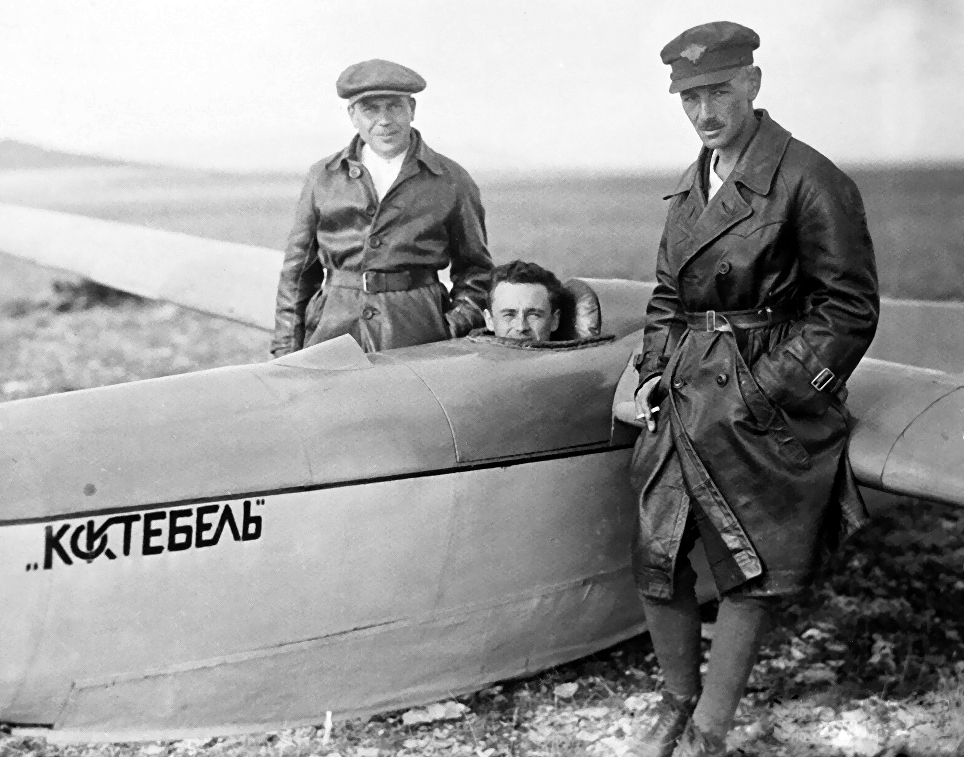
Koroliov als comandaments d'un avió en els anys 1930.

Després de la seva graduació, Koroliov va començar a treballar en l'oficina de disseny aeronàutic OPO-4 o 4a Secció Experimental, dirigida per un francès anomenat Paul Richard. Aquest projecte incloïa diversos dels millors dissenyadors russos. Va ser dirigit per Paul Richard, fabricador d'avions francès que va emigrar a l'URSS en els anys 20. No va sobresortir en aquest grup, però mentrestant va treballar privadament per a un parell de projectes de disseny personals. Un d'aquests va ser el disseny d'un planador capaç de realitzar acrobàcies. Abans de 1930 va arribar a ser l'enginyer cap per al bombarder pesat de Túpolev, el TB-3.
Koroliov va obtenir la seva llicència de pilot el 1930. L'any següent, es va casar amb Ksénia Vintsentini, una dona a la qual havia estat cortejant des de 1924. Li havia proposat matrimoni, però ho va rebutjar per continuar la seva educació superior. Durant el 1930, va començar a interessar-se per les possibilitats dels motors coet de propulsió líquida. El 1931, juntament amb Frídrikh Tsànder, un entusiasta de l'exploració espacial, va participar en la creació del Grup d'Investigació de Propulsió a Reacció (GIRD), un dels centres subvencionats per l'estat per al desenvolupament de coets en l'URSS. Al maig de 1932, Koroliov va ser designat cap del grup. Durant els anys següents el GIRD va desenvolupar tres sistemes de propulsió diferents, cadascun més reeixit que l'anterior. El 1932 els militars van començar a interessar-se pels esforços del grup, i van començar a proporcionar part del finançament. El grup va aconseguir el 1933 el primer llançament d'un coet de combustible líquid, denominat GIRD-09. Això succeïa solament set anys després del primer llançament publicat per Robert Goddard el 1926. El 1934 Koroliov va publicar el seu treball Vol en coet a l'estratosfera.
Amb l'interès creixent militar en aquesta nova tecnologia, el govern va decidir unir el 1933 l'organització del GIRD amb el Laboratori de Dinàmica del Gas (GDL) de Leningrad. Aquesta unió va crear l'Institut d'Investigació de Propulsió a Reacció (RNII), dirigit per l'enginyer militar Ivan Kleimiónov. Aquest grup combinat comptava amb un nombre de persones entusiastes de l'exploració espacial, incloent a Valentín Gluixkó. Koroliov va arribar a ser sotsdirector de l'Institut, dirigint el desenvolupament de míssils de creuer i d'un planador propulsat per coets.
El 10 d'abril de 1935, l'esposa de Serguei va donar a llum a una filla, Natàlia. El 1936 es van traslladar de la casa dels pares de Koroliov al seu propi apartament. Tant la seva esposa com ell treballaven, i Koroliov passava molt temps en la seva oficina de disseny. En aquest moment era l'enginyer cap en el RNII.
L'equip de l'Institut va continuar el seu treball en el desenvolupament de coets, particularment a l'àrea d'estabilitat i control. Van crear sistemes d'estabilització automàtica per giroscopis que permetien el vol estable al llarg d'una trajectòria programada. Koroliov era un líder carismàtic que va servir principalment com a administrador de projectes. Era exigent, treballador, administrant amb estil disciplinari. Supervisava personalment totes les etapes claus dels programes i parava esment de forma meticulosa als detalls.

### Gulag
El 22 de juny de 1938, durant la Gran Purga, homes de l'NKVD van entrar al seu apartament per endur-se'l. Va ser acusat de subversió, pel que sembla a causa del seu desig de treballar en aeronaus propulsades per coets de combustible líquid més que en coets de combustible sòlid. Suposadament havia gastat massa diners en un projecte que no era prioritari pel RNII. Koroliov no va tenir un judici, sinó que va ser colpejat pels seus captors fins a aconseguir-li una confessió. Va ser condemnat a deu anys de presó. Més tard esbrinaria que havia estat denunciant per Valentín Gluixkó, i això va donar com a resultat l'enemistat entre tots dos, així com la suspicàcia constant de Koroliov cap als altres dissenyadors caps. Després de mesos de viatge i abusos, Serguei va arribar finalment al gulag de Kolimà a Sibèria. Les condicions en el camp eren brutals, tractats durament, amb poc menjar, mancats de roba adequada contra el temps. El camp era famós pel seu índex de mortalitat de 10 000 presoners a l'any, la qual cosa suposava gairebé el 30 % de la població reclusa anual.
Altres membres del RNII també van ser arrestats i el líder del grup militar va ser executat. Cada persona d'importància que havia treballat en l'Institut va ser executada durant el 1937-1938, deixant a Koroliov com un afortunat en haver sobreviscut. El programa va caure durant anys i va estar molt per darrere dels ràpids avanços que es realitzaven en Alemanya. Les purgues de Stalin van deixar al poder militar sense líders i a un exèrcit feble just abans de la invasió alemanya en el 1941.
Serguei va sobreviure al gulag, però amb seqüeles com la pèrdua de dents, una fractura de mandíbula i una malaltia cardíaca. Havia romàs durant cinc mesos en el camp, una mina d'or, realitzant treballs forçats. A Moscou, no obstant això, van decidir reobrir el seu cas. Com a resultat va ser portat de tornada en un tren on va sofrir escorbut, la qual cosa gairebé li va costar la vida. Després de la reinvestigació, la sentència de Koroliov va ser reduïda a vuit anys. En aquest moment, un nombre de russos important va intercedir a favor seu, la qual cosa li va permetre no tornar al gulag. En el seu lloc, va ser enviat a una xarajka, una espècie de presó per a intel·lectuals. Es tractava d'uns camps de treball per a científics i enginyers perquè aquests treballessin en projectes assignats per la direcció del partit comunista.
La Oficina Central de Disseny 29 (KB-29, ЦКБ-29) de la NKVD, funcionava com a lloc de reclusió per als enginyers de Túpolev, i allí va ser enviat Koroliov per treballar amb el seu antic mentor. Durant la Segona Guerra Mundial, aquesta xaraixka va dissenyar els bombarders Túpolev Tu-2 i el caça Iliuxin Il-2. El grup es va traslladar diverses vegades durant la guerra, la primera vegada per no ser capturats per les forces alemanyes. El 1942 Koroliov va ser traslladat a una altra xaraixka, com a subordinat de l'enginyer de motors de coet Gluixkó. En la xaraixka es dissenyaven elements per a motors de reacció d'avions. Koroliov va estar en aquest lloc i aïllat de la seva família fins al 1944, vivint sota la por permanent de ser assassinat a causa dels secrets militars que coneixia, i profundament afectat per la seva experiència en el gulag. Per tot això, el seu caràcter es va fer reservat i cautelós.
El 27 de juny de 1944, Koroliov, juntament amb Túpolev, Gluixkó i altres, va ser posat en llibertat per un decret especial del govern, i els seus anteriors càrrecs van ser desestimats. L'oficina de disseny va ser traspassada de la NKVD a la comissió d'indústria aeronàutica del govern. Koroliov va continuar treballant en l'oficina durant un altre any, sota el comandament de Gluixkó, estudiant dissenys de coets.

### Vida privada
L'emigrant soviètic Leonid Vladímirov explica la següent descripció de Koroliov per Gluixkó en aquests moments:
| « | Curt d'alçada, fornit, amb el cap recolzat en el seu cos, amb ulls marrons relluint amb intel·ligència, era un escèptic, un cínic i un pessimista que assumia la visió més malenconiosa del futur | » |

La seva frase més cèlebre va ser:
| « | "Tots desapareixerem sense deixar rastre" | » |

Koroliov rarament bevia vodka o altra beguda alcohòlica, i el seu estil de vida era auster. Al voltant de 1946, el matrimoni de Serguei i Ksénia va començar a trencar-se. Ksénia estava profundament ocupada en la seva vida professional, i en aquest moment Serguei tenia una relació amb una altra dona més jove, Nina Ivànovna Kotenkova. Ksénia, enutjada per la infidelitat, es va divorciar el 1948. Serguei i Nina es van casar el 1949, però Koroliov va tenir també altres romanços després del seu matrimoni amb Nina.

## Fites professionals

### Míssils balístics

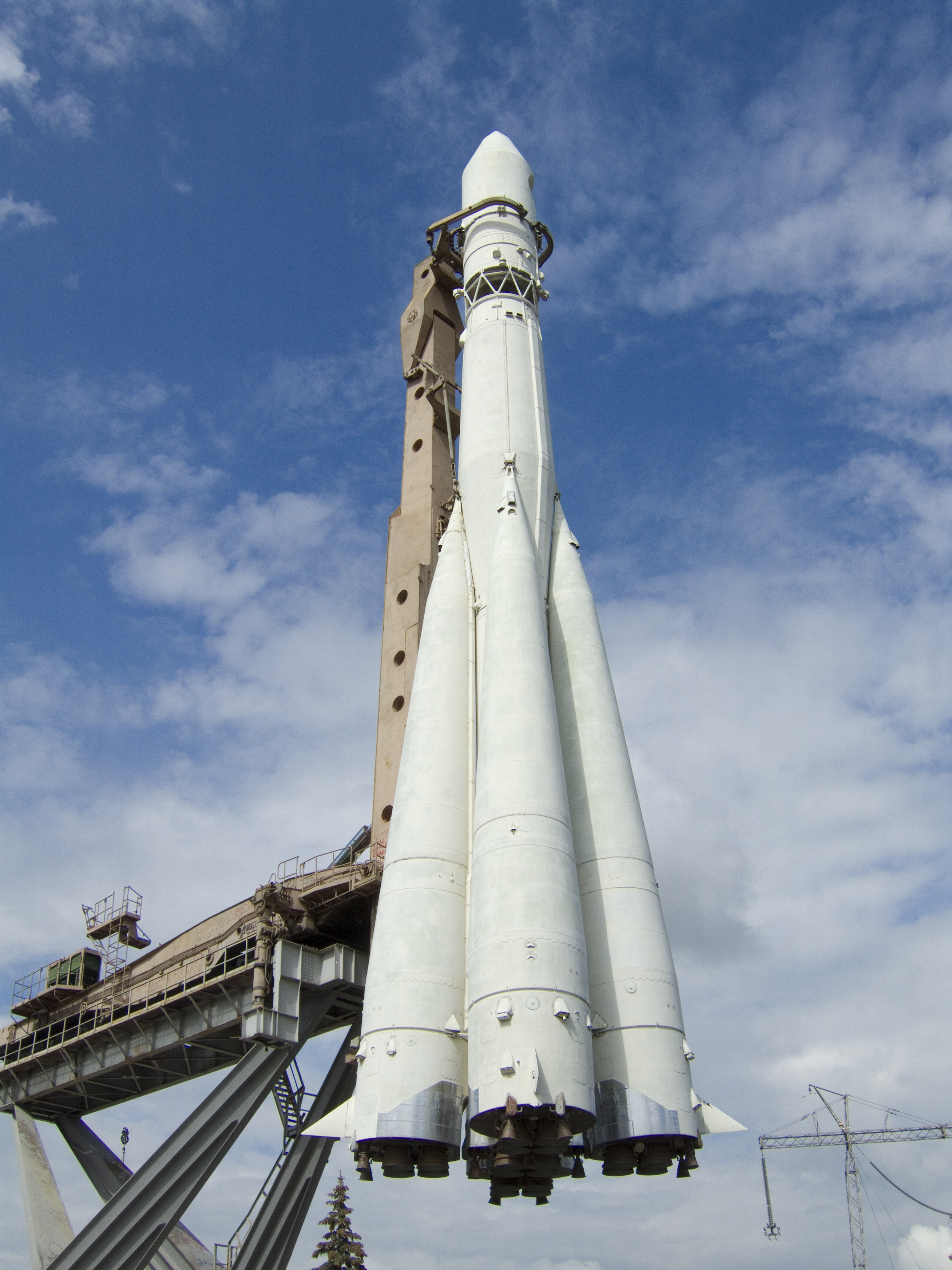
El coet Vostok, disseny en el qual va participar Koroliov.

El 1945, Koroliov rep la Medalla de l'Honor, la seva primera condecoració, pel seu treball en el desenvolupament de motors coet per avions militars. El mateix any li concedeixen l'ascens a l'Exèrcit Roig amb el grau de coronel. Junt amb altres experts en coets viatja a Alemanya per aconseguir informació sobre el coet alemany V-2. Els soviètics consideren prioritari aconseguir la més gran quantitat de documentació del V-2, i per això estudien molts dels components recuperats per les seves tropes. L'any 1946 el govern soviètic decidí portar cap a Rússia 5.000 treballadors de les fàbriques alemanyes de coets.
Stalin va decidir que la fabricació d'un míssil era una prioritat nacional, assignant tot el material vingut d'Alemanya al nou institut d'investigació NII-88. El desenvolupament del míssil balístic el va deixar en mans d'un militar, Dmitri Ustínov, amb Koroliov com a cap de dissenyadors.
Amb la documentació aconseguida i gràcies, en part, als components de les V-2, l'equip de Koroliov aconsegueix a l'octubre de 1947 produir una rèplica del V-2, anomenada R-1. En total es van llançar 11 R-1, aconseguint un comportament semblant al de les V-2 alemanyes. Els experts alemanys van continuar dissenyant els coets russos fins a 1952.
El 1947 el NII-88, sota la direcció de Koroliov, construeix el coet R-2 que duplica el seu radi d'acció respecte del de la V-2 i augmenta també la seva càrrega útil. Més tard dissenyen el coet R-3, amb un radi d'acció de 3.000 kilòmetres, amb motors coet fabricats per Valentín Gluixkó.
L'any 1952 es construeix el coet R-5 (anomenat "SS-3 Shyster" per l'OTAN) amb un modest radi d'acció de 1.200 km. Posteriorment, l'any 1957 es va desenvolupar el primer míssil intercontinental, el R-7 (anomenat "SS-6 Sapwood" per l'OTAN). Aquest coet de dues etapes podia carregar un màxim de 5,4 tones, suficient per a portar una bomba nuclear a 7.000 kilòmetres de distància.

### Programa espacial soviètic
Malgrat el progrés soviètic a la tecnologia balística, Koroliov es va interessar per l'ús dels coets per al viatge espacial. El 1953 va proposar l'ús del disseny del R-7 per llançar un satèl·lit a òrbita. Va impulsar les seves idees amb l'Acadèmia Russa de les Ciències, incloent un concepte per enviar un gos a l'espai. També va haver de superar la resistència dels militars i del partit.
El 1957, durant l'Any Geofísic Internacional, la idea de llançar un satèl·lit va començar a aparèixer en la premsa estatunidenca. El govern dels Estats Units no estava disposat a gastar milions de dòlars en aquesta idea, deixant el projecte congelat durant un temps. No obstant això, el grup de Koroliov va seguir les petjades de la premsa occidental, pensant que podrien superar als Estats Units. Finalment va rebre el suport del govern gràcies a l'enfrontament que aquest mantenia amb els Estats Units, suggerint que havia de ser la Unió Soviètica la primera a llançar un satèl·lit.
El desenvolupament de l'Spútnik els va portar menys d'un mes. Era un disseny molt simple, que consistia en poc més que una bola metàl·lica polida, un transmissor, instruments per mesurar temperatures i les bateries. Koroliov va dirigir personalment el muntatge, i el treball va ser molt agitat. Finalment, el 4 d'octubre de 1957, es va llançar el coet i el satèl·lit es va situar en òrbita. El llançament va tenir un efecte electritzant, amb moltes ramificacions polítiques. Khrusxov estava satisfet de l'èxit, i va decidir que havia d'haver-hi un nou assoliment pel 40è aniversari de la Revolució d'Octubre. Això seria el 3 de novembre, menys d'un mes de preparació pel Spútnik 2.
Aquesta nova nau espacial pesaria sis vegades més que el Sputnik 1, i inclouria com a càrrega la gossa Laika. El vehicle va ser completament dissenyat en quatre setmanes, sense temps per a proves. Va ser llançada amb èxit el 3 de novembre, i Laika va sobreviure al llançament, encara que moriria poc després a causa de l'esgotament per la calor.
Després d'aquests èxits va seguir el Spútnik 3. La nau va ser llançada el 15 de maig de 1958. No obstant això, a causa d'una fallada en la gravadora de dades, no va poder detectar i recollir la informació dels cinturons de Van Allen, que més tard la sonda estatunidenca Explorer 3 captaria al juliol, confirmant així les primeres evidències de la seva existència obtingudes pel satèl·lit Explorer 1. El que sí va aconseguir el Spútnik 3 va ser afirmar, sense cap dubte, la capacitat balística de l'URSS.

### La Lluna
Koroliov va girar la seva atenció a arribar a la Lluna. Per a això usarien una versió modificada del R-7 com a vehicle llançador, amb una nova etapa superior. El motor per a aquesta etapa final va ser el primer dissenyat per funcionar a l'espai exterior. Les primeres tres sondes enviades el 1958 van fallar. La missió de la sonda Luna 1 el 1959 va intentar impactar amb la superfície lunar, però va fallar per uns 6000 km. Va ser la Luna 2 la primera a impactar amb la Lluna, donant als soviètics un altre assoliment. Seguiria la Luna 3, llançada solament dos anys després del Spútnik 1, la primera nau a fotografiar la cara oculta del satèl·lit, gràcies a la qual cosa els soviètics es van atribuir a més el dret de donar-hi nom als nous accidents geològics descoberts. El grup de Koroliov també va treballar en ambiciosos programes per a missions a Mart i Venus, posar un home en òrbita, llançar satèl·lits de comunicació, meteorològics i espies, i realitzar un descens suau a la Lluna.

### Vol tripulat
El pla de Koroliov per a una missió tripulada havia començat el 1958, quan van ser realitzats els estudis de disseny de la futura nau Vostok. Tindria capacitat per a un únic passatger en un vestit espacial i seria completament automàtic. La càpsula tindria un mecanisme de fuita per a problemes anteriors al llançament, i un sistema d'aterratge suau i d'ejecció durant la recuperació.
El 15 de maig de 1960, un prototip no tripulat va realitzar 64 òrbites a la Terra, però va fallar en el retorn. Quatre proves van ser enviades amb gossos en el seu interior, sent les últimes dues èxits complets. Després d'aconseguir l'aprovació del govern, una versió modificada del R-7 va ser utilitzada per enviar a Iuri Gagarin a l'òrbita el 12 d'abril de 1961, el primer home a l'espai. Gagarin va tornar a la terra llançant-se des de la seva càpsula en paracaigudes i abandonant-la a una altitud de 7 km. Després d'aquest van seguir altres vols, culminant en les 81 òrbites completades amb el Vostok 5 i el llançament de la primera dona cosmonauta, Valentina Tereixkova en el Vostok 6.
Després del programa Vostok, Koroliov volia continuar amb el disseny de la nau Soiuz que permetria connectar amb una altra nau en òrbita per intercanviar tripulants. No obstant això, Khrusxov li va dirigir a produir més assoliments per al programa tripulat. Koroliov va intentar resistir-se a aquesta idea, ja que no tenia un coet amb la capacitat suficient per enviar a l'espai una càpsula amb tres tripulants. A Khrusxov no li interessaven aquestes excuses tècniques i va deixar saber a Koroliov que si no podia aconseguir resultats, deixaria el programa a les mans del seu rival Vladímir Txelomei.

### Voskhod
El seu grup va dissenyar llavors el Voskhod, una millora substancial del Vostok. Una de les dificultats en el disseny de la nova nau va ser la necessitat d'aterrar amb paracaigudes. La nau necessitava un paracaigudes de gran grandària per poder arribar a la superfície amb seguretat. El resultat va ser una nau despullada de qualsevol excés de pes innecessari. Fins i tot la tripulació tenia una dieta especial per reduir el seu pes. La càpsula va ser llançada a l'espai amb un massa propera al màxim que permetia el coet, requerint el consum complet del combustible per aconseguir la velocitat orbital.
La nau va realitzar una prova sense tripulació, i el 12 d'octubre de 1964 una tripulació de tres cosmonautes van ser llançats a l'espai realitzant 16 òrbites. La nau estava dissenyada per a un aterratge suau, la qual cosa permetia eliminar el sistema d'ejecció. Per contra, la nau no disposava de sistema d'escapada durant l'enlairament.
Amb els estatunidencs planejant un passeig espacial en el seu Projecte Gemini, els soviètics van decidir superar-los de nou realitzant un passeig espacial en la segona Voskhod. Afegint ràpidament una cabina de descompressió, el Voskhod 2 va ser llançat el 18 de març de 1965, i Aleksei Leónov va realitzar el primer passeig espacial. El vol gairebé va acabar en un desastre i els plans per a altres missions Voskhod es van deixar de costat. En aquest moment, el canvi de lideratge en la Unió Soviètica amb la caiguda de Khrusxov va significar que Koroliov recuperava la idea de guanyar als Estats Units a portar un home a la Lluna.
Per a la carrera per la Lluna, Koroliov va dissenyar l'immens coet N-1. També va treballar en el disseny de la nau Soiuz, així com en els vehicles Luna que van aterrar amb suavitat a la Lluna i missions no tripulades a Mart i Venus. Però, inesperadament, moriria abans que pogués veure els seus plans fets realitat.

### Mort i reconeixement

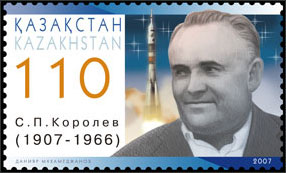
Serguei Koroliov en un segell del Kazakhstan.

El 30 de desembre de 1960, Koroliov va sofrir el seu primer atac cardíac. Durant la seva convalescència també es va descobrir que sofria trastorns en el ronyó, una condició que portava des de la seva detenció en els camps de presoners. Va ser advertit pels doctors que si continuava treballant tan intensament com fins llavors no viuria durant molt temps. No obstant això, Koroliov va raonar que si els soviètics perdien la carrera espacial, Khrusxov tallaria probablement el finançament per als seus programes. Va ser aquesta idea la que li va portar a treballar amb major intensitat que anteriorment.
Cap al 1962, els problemes de salut de Koroliov van començar a acumular-se provocant-li nombroses malalties. Va tenir un atac d'hemorràgia intestinal que li va conduir a l'hospital. El 1964 els doctors li van diagnosticar una arrítmia cardíaca. Al febrer va passar deu dies a l'hospital després d'un problema en el cor. Poc després sofria una inflamació en la vesícula biliar. També va començar a tenir sordera, potser a causa del soroll en les proves de motors de coet.
Les circumstàncies reals de la seva mort romanen encara incertes. Al desembre de 1965, va ser suposadament diagnosticat d'un pòlip sagnant en el seu intestí gruixut. Va entrar a l'hospital el 5 de gener de 1966 per a una operació rutinària. Nou dies més tard moriria, pel que sembla per una operació mal realitzada. El govern va indicar que va morir per un gran tumor cancerós en el seu abdomen. Però més tard Gluixkó va divulgar que realment va morir per una operació de hemorroides mal realitzada. El seu feble cor va contribuir a la seva defunció després de l'operació. Segons algunes fonts, Borís Petrovski, Ministre de Sanitat soviètic, va decidir operar ell mateix a Koroliov, a pesar que no era expert en les seves malalties. Durant la intervenció descobriria tumors en l'intestí, però va seguir operant sense ajuda, equipament apropiat, ni suplements sanguinis. Aquesta operació, de cinc hores de durada, va acabar amb la mort de Koroliov durant l'operació. Segons aquesta versió, Koroliov va ser eliminat perquè, es va jutjar, havia comès errors greus en els últims anys del seu exercici.
Sota la política iniciada per Stalin i continuada pels seus successors, la identitat de Koroliov no va ser revelada fins a la seva mort. La raó esgrimida era protegir-lo d'agents estrangers dels Estats Units. Com a resultat, el poble soviètic no es va assabentar dels seus treballs fins a la seva mort. El seu obituari va ser publicat en el Pravda el 16 de gener, mostrant una fotografia de Koroliov amb totes les seves medalles. Va ser enterrat amb honors d'estat en la Necròpoli de la Muralla del Kremlin.
Koroliov ha estat comparat amb Wernher von Braun com a arquitecte principal de la carrera espacial. A diferència de von Braun, Koroliov va haver de competir contínuament amb els seus rivals com Vladímir Txelomei, que tenia els seus propis plans per als vols a la Lluna. També havia de treballar amb una tecnologia menys avançada que la disponible als Estats Units. El successor de Koroliov al programa espacial soviètic va ser Vassili Mixin. Mixin va ser un enginyer altament competent que va servir com a delegat de Koroliov i la seva mà dreta. Després de la seva mort, Mixin va ser el Dissenyador Cap i va heretar el que va resultar ser un programa fallit, el N-1. El 1972 Mixin va ser acomiadat i substituït pel seu rival Valentín Gluixkó després que els quatre llançaments del N-1 fallessin. En aquell moment els estatunidencs havien arribat a la Lluna, i el programa va ser cancel·lat per Leonid Bréjnev.

## Premis, honors, distincions

### Premis i distincions
Entre les seves distincions, Koroliov va rebre en dues ocasions el títol d'Heroi del Treball Socialista, el 1956 i el 1961. També va rebre el Premi Lenin el 1971 i va rebre l'orde de Lenin en 3 ocasions, el Premi Lenin (1957) i l'orde de la Insígnia d'Honor. El 1958 va entrar a formar part de l'Acadèmia de Ciències de l'URSS.

### Carrers que duen el seu nom
A tota l'antiga Unió Soviètica hi ha carrers que duen el seu nom - gairebé a cada ciutat n'hi ha un. El 1966, per exemple, un carrer de Moscou va rebre el seu nom: úlitsa Akadémika Koroliova (carrer de l'Acadèmic Koroliov).
A Ucraïna molts carrers duen el nom del científic, entre elles, Kíiv (la capital), Odessa, Lviv i la seva ciutat natal de Jitòmir, on també està ubicat el museu de l'aeronàutica anomenat en honor seu i enfocat als seus descobriments.

### Ciutats amb el seu nom
També en honor seu, l'antiga ciutat de Kaliningrad, a la rodalia de Moscou, ara duu el nom de Koroliov.

### Segells commemoratius
Entre altres segells, el 1969 i el 1986 el servei postal de l'URSS edità un segell de 10 kopek en honor seu.

### Cràters i asteroides
En honor seu s'ha batejat un cràter al costat fosc de la Lluna, el Koroliov, així com un altre cràter a Mart i un asteroide, el 1855 Koroliov.

## Museus
A la seva Jitòmir natal, a l'óblast de Jitòmir, es troba el museu sobre l'astronàutica fundat en honor seu el 1970 i que porta el seu nom: Museu de la Cosmonàutica "Serguei Pàvlovitx Koroliov".

## Aparició en els mitjans
La primera representació de Koroliov al cinema soviètic es va fer en la pel·lícula de 1972 Domesticació del foc, en la qual va ser interpretat per Kiril·l Lavrov.
Koroliov va aparèixer breument en una filmació d'arxiu durant una reunió amb el president Dwight D. Eisenhower en la pel·lícula de 1983 The Right Stuff.
El 2005 la BBC va fer un docudrama anomenat Cursa Espacial enfocat principalment en el treball de Koroliov sobre coets i el programa espacial, així com de Wernher von Braun.